# 盡頭的回憶 (電影)
《盡頭的回憶》（韓語：막다른 골목의 추억）是2019年上映的日本、韓國合拍的爱情电影，改編自作家吉本芭娜娜2003年出版的同名短篇小说。由秀英、田中俊介領銜主演，讲述主人公在陌生城市裡失去愛情，在新的城市遇見新認識的人們，讓傷痛逐漸癒合的感性治癒愛情故事。2018年4月在日本進行為期一個月的拍攝，日本于2019年2月16日上映，韓國于2019年4月4日上映。臺灣2019年8月起陸續在串流影音平台上架。

## 劇情概要
與未婚夫遠距離戀愛的柔美為了探望未婚夫泰圭獨自前往日本名古屋，卻得知未婚夫泰圭在日本和一名女孩在交往。獨自徘徊在陌生的城市的柔美，在失去愛情灰心之際決定多停留幾天。柔美來到巷弄內的咖啡廳兼民宿《End Point》裡認識了老闆西山與居住在民宿內認識新的朋友，逐漸讓過去的傷痛獲得治癒的感性故事。

## 演出陣容

### 主要人物
| 演員     | 角色 | 介紹                                                                               |
| -------- | ---- | ---------------------------------------------------------------------------------- |
| 秀英     | 柔美 | 在陌生城市失去愛情因而認識這城市中各式各樣的人，藉此讓過往的傷痛獲得療癒的主人公。 |
| 田中俊介 | 西山 | 「End Point」咖啡廳兼民宿的老闆。                                                  |

### 其他人物
| 演員       | 角色 | 介紹                                                                                            |
| ---------- | ---- | ----------------------------------------------------------------------------------------------- |
| 安普賢     | 泰圭 | 柔美未婚夫。                                                                                    |
| 平田薰     | 阿雅 | 泰圭名古屋女友。                                                                                |
| 董贤培     | 鎮成 | 泰圭的朋友。                                                                                    |
| 裴盧麗     | 柔靜 | 柔美的妹妹。                                                                                    |
| 李贞敏     | Nico | 「End Point」的工讀生，因為不太愛笑被當地社區居民暱稱為「微笑小姐」。                           |
| 若杉凩     | 陳   | 居住在「End Point」民宿的中國女房客，在日本進行「御飯糰之旅」當地社區居民暱稱為「御飯糰小姐」。 |
| BAUD JULIE | 貝娜 | 居住在「End Point」民宿的法國女房客，喜歡攝影。                                                 |

## 製作

### 拍攝籌備
日方製片人木全純治與韓方製片人李恩靜透過日本群眾集資網站FAAVO向支援者說明期望能在20天內募款五百萬日幣，以日韓的合作方式拍攝場景設定在日本名古屋進行拍攝。電影拍攝完畢後預計2018年9月在日本愛知縣女性影展進行首映；同年10月在第23屆韓國釜山國際電影節進行首映，2019年日本全國首映。

### 選角
2018年3月19日，田中俊介經紀公司透過日本官方部落格Ameba公佈將擔任《盡頭的回憶》電影男主人公。
2018年3月22日，秀英經紀公司Echo Global Group公佈秀英將首次主演《盡頭的回憶》電影女主人公，導演崔玹瑛透露選擇秀英的理由『過去的演出作品表現出色且日文能力優秀，在此前提下想不到其他人選』

### 拍攝
電影《盡頭的回憶》在2018年4月17日開鏡，同年4月30日殺青。拍攝背景於日本名古屋愛知縣，主要拍攝地點END POINT、圓頓寺商店街、名古屋電視塔、SUNSHINE SAKAE、長久手古戰場等著名場景。

## 電影插曲
| 歌名                 | 演唱者              |
| -------------------- | ------------------- |
| 《春風》             | Busker Busker       |
| 《如你真的愛我》     | Busker Busker       |
| 《Restart》          | kajii (feat. Asumi) |
| 《moonlight flower》 | 森島美玖            |

## 外部連結
- 《盡頭的回憶》日本官網 （页面存档备份，存于）
- 《盡頭的回憶》中文網站
- NAVER上《盡頭的回憶》的資料
- Daum上《盡頭的回憶》的資料

- 韩国电影数据库（KMDb）上《盡頭的回憶》的資料
- 互联网电影数据库（IMDb）上《盡頭的回憶》的资料（英文）
- 盡頭的回憶 Movist （页面存档备份，存于） 
- 豆瓣电影上《盡頭的回憶》的資料 （简体中文）